# Цагкадзор
Цахкадзо́р (вірм. Ծաղկաձոր, дослівно «ущелина квітів») — місто-курорт, розташоване в центрі Вірменії, у марзі (області) Котайк. Популярний гірськолижний курорт, розташований за 50 км на північний схід від Єревана і за 5 км від адміністративного центру, міста Раздана.

## Географія
Місто розташоване у долині на південно-східній частині Цахкунійських гір на висоті близько 1800 м над рівнем моря. На північ і на південь від Цахкадзора простягаються пологі гірські пасма, частково покриті лісом. Домінуючі висоти в околицях міста — гора Техеніс (2820 м) і Цахкунятц (2851 м). Із заходу на схід місто Цахкадзор перетинає однойменна річка, що впадає в річку Мармарік (притоку Раздану).
Зима в долині м'яка, кількість сонячних днів становить 270. При цьому снігопади досить значні, що забезпечує міцний сніжний покрив завтовшки до 1,40 м. Лижний сезон триває з середини листопада до середини квітня.

### Клімат
Місто знаходиться у зоні, котра характеризується вологим континентальним кліматом з теплим літом. Найтепліший місяць — липень із середньою температурою 18.3 °C (65 °F). Найхолодніший місяць — січень, із середньою температурою -6.7 °С (20 °F).
| Клімат Цахкадзора       | Клімат Цахкадзора | Клімат Цахкадзора | Клімат Цахкадзора | Клімат Цахкадзора | Клімат Цахкадзора | Клімат Цахкадзора | Клімат Цахкадзора | Клімат Цахкадзора | Клімат Цахкадзора | Клімат Цахкадзора | Клімат Цахкадзора | Клімат Цахкадзора | Клімат Цахкадзора |
| Показник                | Січ.              | Лют.              | Бер.              | Квіт.             | Трав.             | Черв.             | Лип.              | Серп.             | Вер.              | Жовт.             | Лист.             | Груд.             | Рік               |
| Середній максимум, °C   | −2,8              | −1,1              | 3,9               | 11,1              | 15,6              | 20,6              | 24,4              | 23,3              | 19,4              | 11,7              | 5                 | −0,6              | 10,9              |
| Середня температура, °C | −6,7              | −5                | −0,6              | 5,6               | 10                | 14,4              | 18,3              | 17,2              | 13,3              | 6,7               | 0,6               | −4,4              | 5,8               |
| Середній мінімум, °C    | −10,6             | −9,4              | −5,6              | 0                 | 4,4               | 8,3               | 11,7              | 11,1              | 7,2               | 1,1               | −3,3              | −8,3              | 0,6               |
| Норма опадів, мм        | 25                | 37                | 40                | 40                | 50                | 48                | 25                | 29                | 22                | 33                | 33                | 22                | 404               |
| Днів з опадами          | 20                | 16                | 19                | 15                | 14                | 13                | 19                | 20                | 21                | 19                | 18                | 20                | 214               |
| ----------------------- | ----------------- | ----------------- | ----------------- | ----------------- | ----------------- | ----------------- | ----------------- | ----------------- | ----------------- | ----------------- | ----------------- | ----------------- | ----------------- |
| Джерело: Weatherbase    |                   |                   |                   |                   |                   |                   |                   |                   |                   |                   |                   |                   |                   |

## Історія
У ранньому середньовіччі район нинішнього Цахкадзора належав сімейному клану Варажуні, представники якого керували маєтками вірменського царя Аршака в IV і V століттях. У VI столітті територія перейшла у володіння клану Камсаракан. Починаючи з X століття цей клан переходить в рід Пахлавуні, який складається з віддалених нащадків старовірменської царської сім'ї. Григорій Магістр, ватажок клану Пахлавуні і згодом князь Кечаруйкського князівства (з 1045), в 1033 вирішує розпочати будівництво монастиря Кечаріс. Монастир названий на честь Святого Григорія Просвітителя. У 1051 р. Григорій Пахлавуні будує тут також церкву Святого Ншана.
Пізніше Цахкадзор послідовно переходить у володіння сімей Закарянів, Хагбакянів і Прошянів. Васак Хагбакян реконструює церкву Святого Ншан і будує церкву Святої Катогіке у 1203—1214 рр.
Починаючи з XVII століття регіон завойовують кочівницькі турецькі та курдські загони. Завойовники перейменовують Цахкадзор нп Дарачічаг. Протягом більшої частини XVIII століття область постійно була ареною турецько-перських воєн. У 1828 р. згідно з Туркменчайським договором область входить до складу Російської імперії і приєднується до Єреванського округу. У 1877—1878 р. після чергової російсько-турецької війни тисячі переселенців перебираються в Дарачічаг з міст Хнус, Базен і Багреванд.
У 1947 р. Рада Міністрів Вірменської РСР своєю постановою повернула місту Дарачічаг назву Цахкадзор.

## Визначні місця

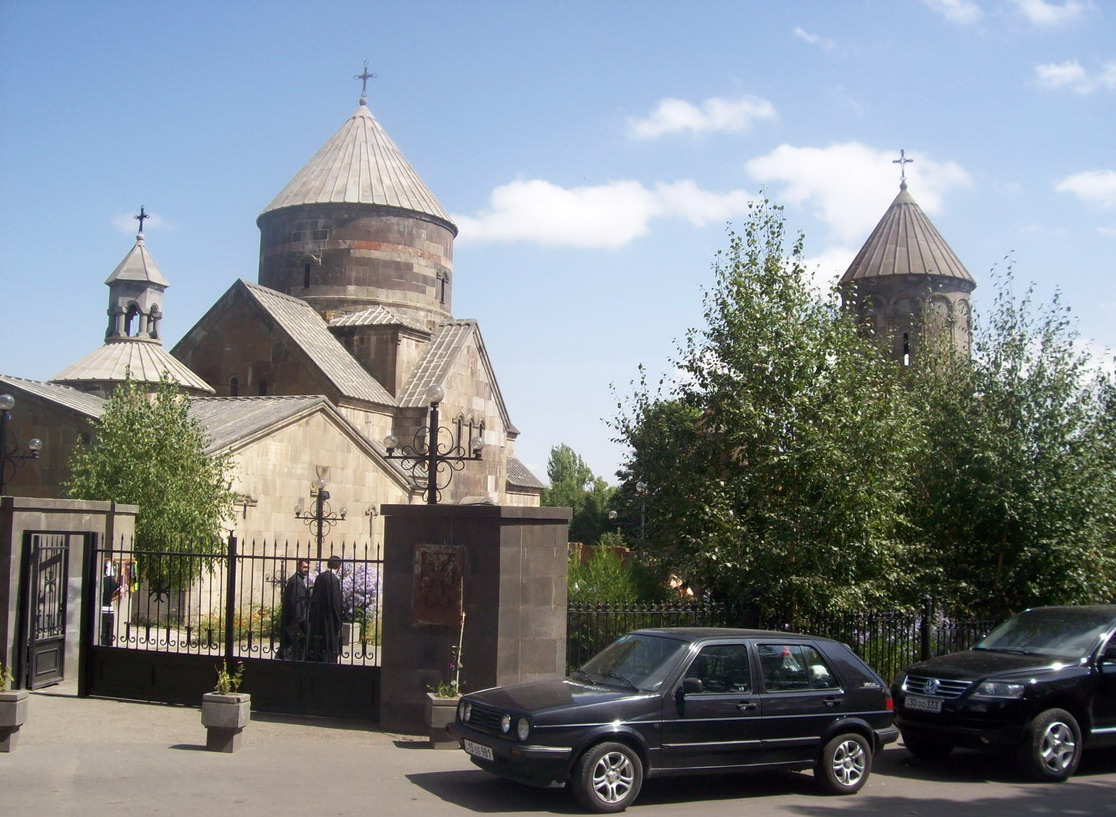
Цахкадзор, монастир Кечаріс.

- Головною визначною пам'яткою міста є старовинний монастир Кечаріс.
- У Цахкадзорі розташований музей братів Орбелі, місцевих уродженців.
- З 1846 року по теперішній час в Цахкадзорі існує громада молокан, є молитовний будинок. З моменту поселення молокан за розпорядженням графа Воронцова селище називалося Костянтинівка, на честь великого князя Костянтина. Після приходу радянської влади у Вірменії, селище було перейменовано в Дарачічаг.
- У 1930 Цахкадзор відвідав Осип Мандельштам. Зберігся дерев'яний будинок, в якому зупинявся поет, і в якому він написав деякі зі своїх вірменських віршів.
- У 1962 році у Цахкадзорі зупинявся письменник Василь Гроссман. Свої враження про Цахкадзор він залишив у книзі «Барев Дзес, або Ласкаво просимо».
- У Цахкадзорі розташований санаторій Будинку письменників Вірменії, де регулярно проводяться різноманітні семінари, конференції тощо.

Цахкадзор — сучасний гірськолижний курорт з п'ятьма секціями канатної дороги, розташований у мальовничій долині, на висоті 1845 м над рівнем моря, за 50 км на північний схід від Єревана. Схили різної крутизни дають можливість займатися спортом як професіоналам, так і новачкам.

## Міста-побратими
- Фон-Роме-Одейо-Віа, Франція

## Фотогалерея

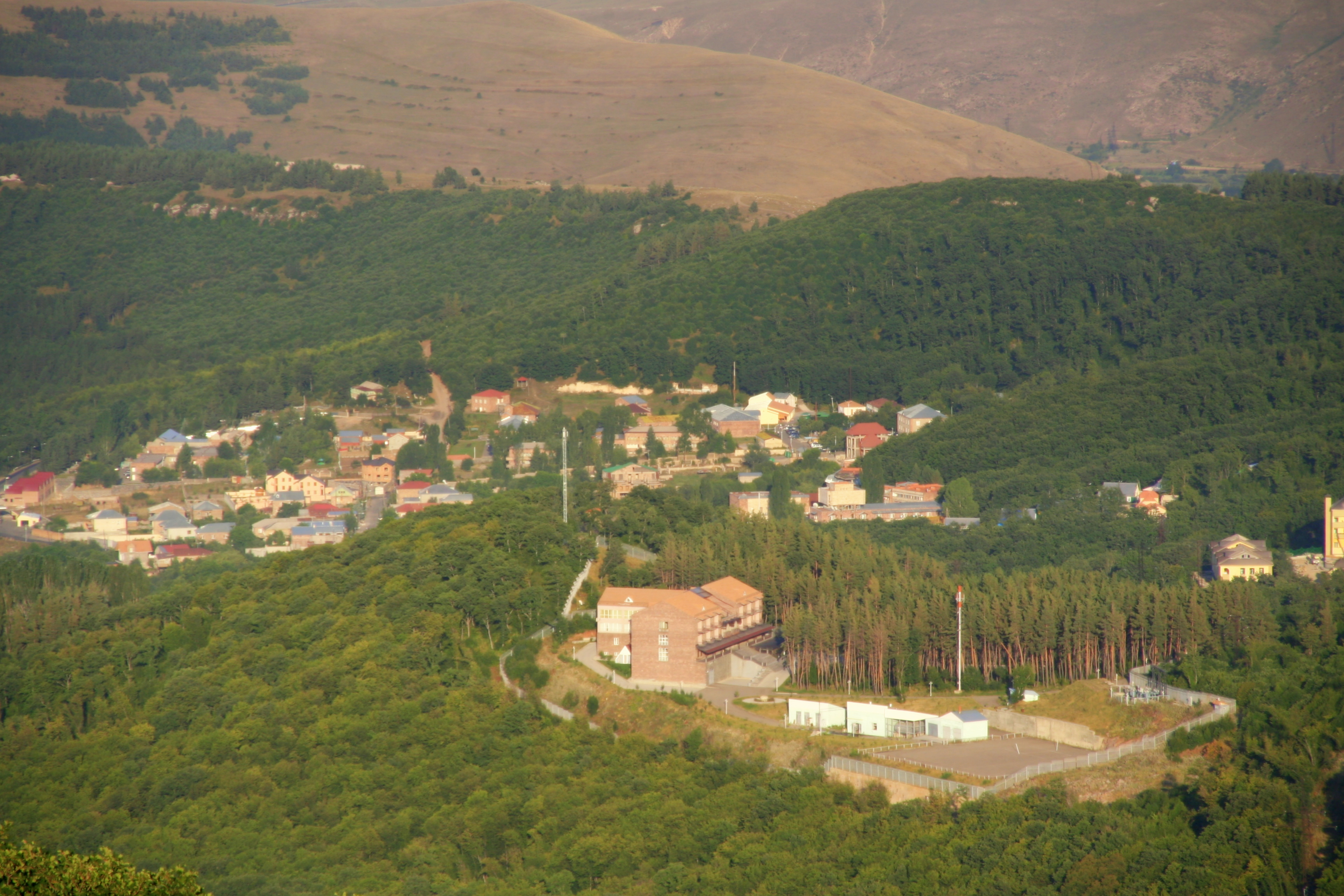
Цахкадзор влітку
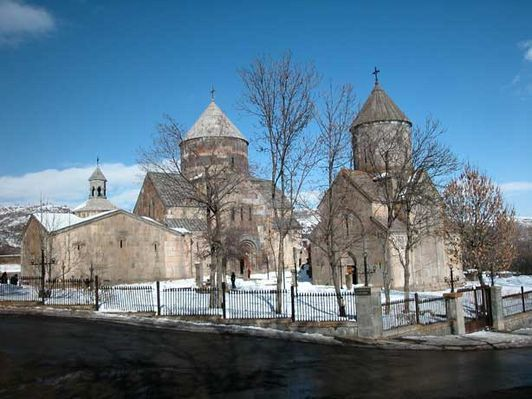
Монастир Кечаріс
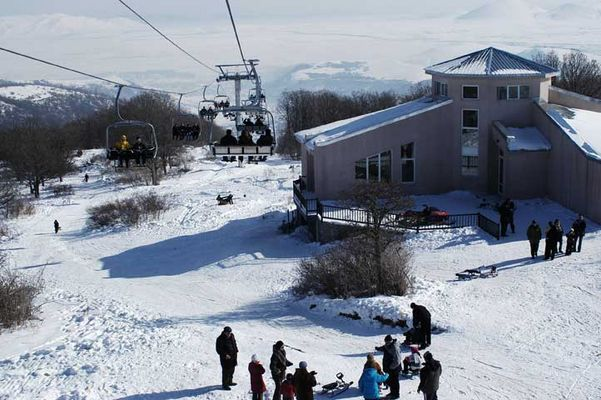
Канатна дорога в Цахкадзорі
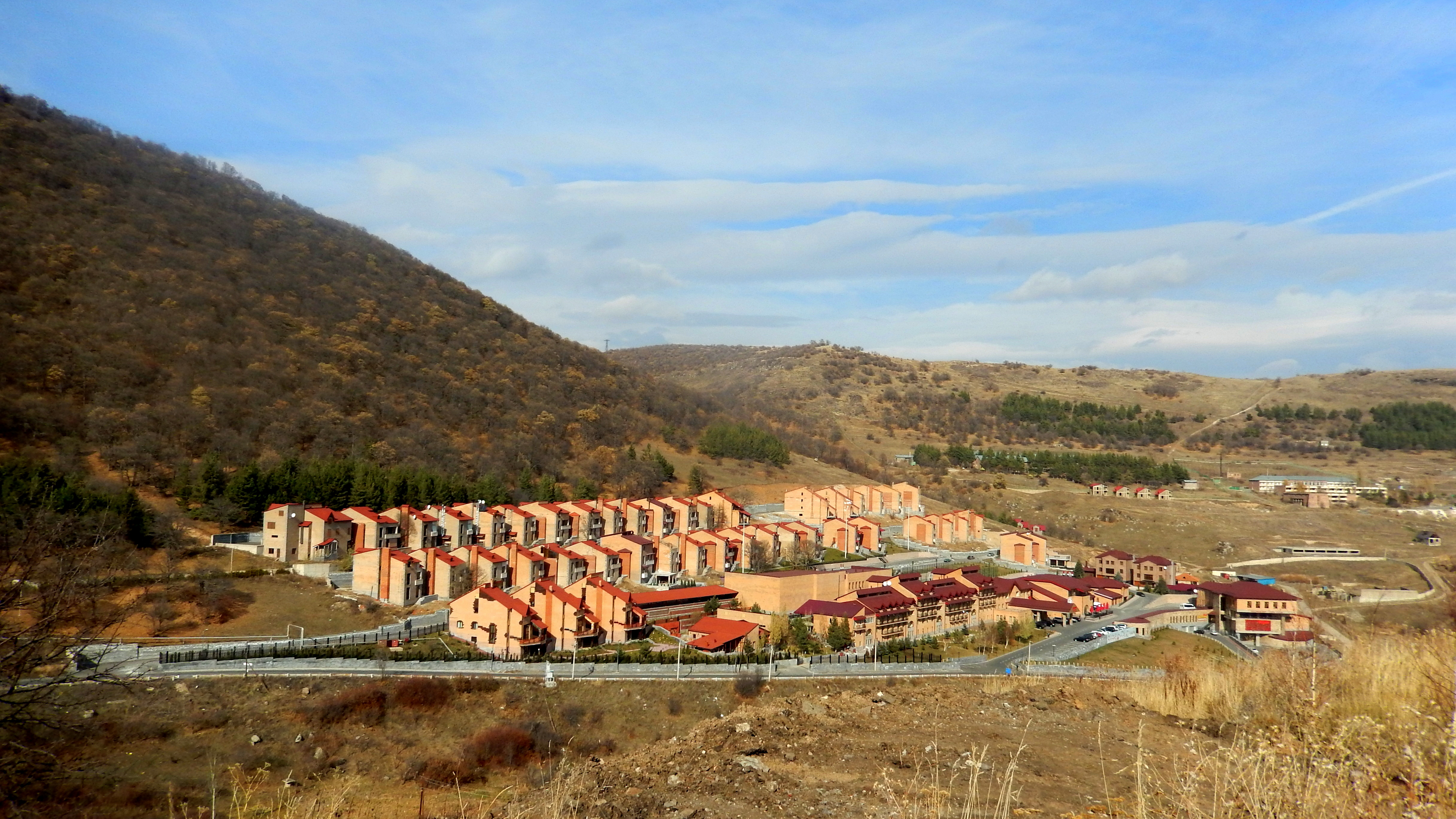
Mariott Complex